# Florianus van Lorch

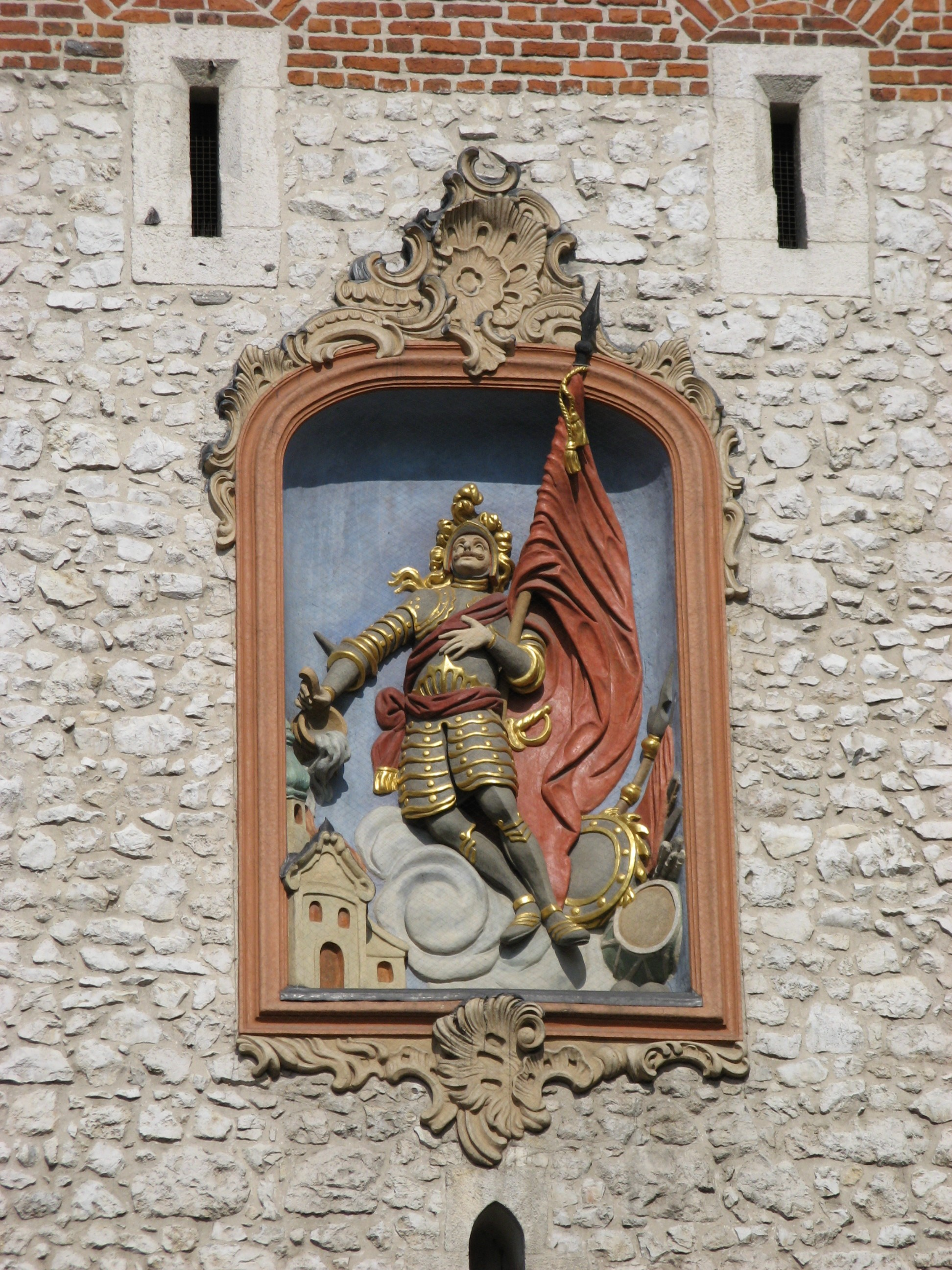
Afbeelding van Florianus van Lorch op de Florianuspoort in Krakau

Floriaan van Lorch (Latijn: Florianus; Duits: Florian von Lorch) ( - ca. 304) was een officier in het Romeinse leger als militaire bestuurder van een stad in de Romeinse provincie Noricum. Hij was een christen, maar hield zijn geloof verborgen. Hij zou een dorp gered hebben van een brand door te bidden en door één emmer water over de vlammenzee te werpen; vandaar dat hij ook wordt geassocieerd met brandbestrijders en diegenen die ons beschermen tegen vuur, waaronder de schoorsteenvegers. Toen hij tijdens de vervolgingen van Diocletianus opdracht kreeg om een groep christenen te executeren, weigerde hij en kwam hij uit voor zijn geloof. Vervolgens werd hij omgebracht door verdrinking in de Enns met een steen om zijn nek.
Hij is de patroon van Polen, van Linz (Oostenrijk), van schoorsteenvegers en van brandbestrijders. Zijn feestdag is 4 mei. Hij is ook patroon van Opper-Oostenrijk, samen met de heilige Leopold.